# Gustav Bergmann (Politiker)
Gustav Hermann Carl Diederich Maria Bergmann (* 13. November 1890 in Sternberg; † 23. Juli 1973 in Aurich) war ein deutscher Jurist und Politiker (LDP).

## Biografie
Gustav Bergmann war Sohn des namensgleichen Stadtsekretärs von Sternberg in Mecklenburg-Schwerin Gustav Ferdinand Friedrich Bergmann und dessen Frau Wilhelmine, geb. Schulz, und wurde am 17. Dezember 1890 evangelisch-lutherisch getauft. Er absolvierte das Gymnasium Schwerin und studierte anschließend Rechtswissenschaften in Tübingen, Leipzig und Rostock. Während seines Studiums wurde er 1912 Mitglied der liberalen Tübinger Burschenschaft Derendingia. Er nahm am Ersten Weltkrieg teil und war Leutnant im Großherzoglich Mecklenburgischen Füsilier-Regiment „Kaiser Wilhelm“ Nr. 90. 1916 wurde er in der Somme-Schlacht verwundet. Nach der Zweiten Staatsprüfung wirkte er als Hilfsrichter in Mecklenburg. 
Von 1925 bis 1933 war er Bürgermeister in Schwaan, bevor er von den Nationalsozialisten abgesetzt wurde. In seiner Amtszeit begann eine rege Bautätigkeit in Schwaan. So wurde 1928 die alte Holzklappbrücke über die Warnow durch die Hubbrücke Schwaan ersetzt. Auch die Franz-Bunke-Allee wurde in dieser Zeit angelegt, nachdem der Maler Franz Bunke 1927 zum Ehrenbürger seiner Heimatstadt ernannt worden war, wo er die Künstlerkolonie Schwaan begründet hatte. Bergmann blieb nach 1932 als Rechtsanwalt und Notar tätig. Von 1946 bis 1952 war er Abgeordneter der Liberal-Demokratischen Partei (LDP) im Landtag Mecklenburg-Vorpommern (bzw. Mecklenburg) in Schwerin. Nach einer Vorladung ins Justizministerium der DDR flüchtete er im April 1959 in die Bundesrepublik Deutschland. Dort  lebte Bergmann zunächst in Münster und zuletzt in Aurich.